# 天草市立福連木小学校
天草市立福連木小学校（あまくさしりつ ふくれぎしょうがっこう）とは、かつて熊本県天草市天草町福連木にあった小学校。

## 沿革
- 1875年（明治8年）4月27日 - 福連木村説教場を以って福連木小学校創立
- 1887年（明治20年）4月 - 福連木小学簡易科教場と改称
- 1892年（明治25年）4月1日 - 福連木尋常小学校と改称
- 1897年（明治30年） - 現在地に校舎新築
- 1905年（明治38年）4月1日 - 福連木尋常高等小学校と改称
- 1908年（明治41年） - 福連木尋常小学校と改称
- 1923年（大正12年）4月1日 - 福連木尋常高等小学校と改称
- 1941年（昭和16年）4月1日 - 福連木国民学校と改称
- 1947年（昭和22年）4月1日 - 福連木村立福連木小学校と改称
- 1956年（昭和31年）9月21日 - 天草町立福連木小学校と改称
- 2006年（平成18年）3月27日 - 天草市立福連木小学校と改称
- 2013年（平成25年） - 天草市立下田北小学校、天草市立下田南小学校、天草市立高浜小学校、天草市立大江小学校と統合し天草市立天草小学校となる

## 学校周辺
- 熊本県道24号本渡下田線